# Rulemann Friedrich Eylert

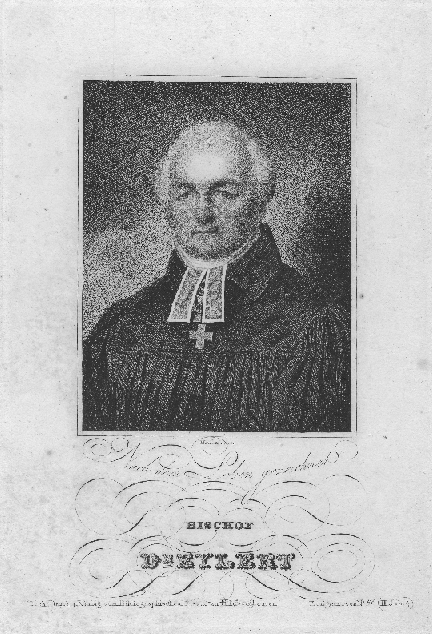
Rulemann Friedrich Eylert

Rulemann Friedrich Eylert ( 5 april 1770 in Hamm - 3 februari 1852 in Potsdam) was een Duits (Pruisisch) predikant en evangelisch bisschop. Deze geestelijke predikte als hofpredikant van koning Frederik Willem III van Pruisen onder andere in de in Garnizoenskerk in Potsdam.
Van ten minste één preek van Ds. Eylert is bekend dat deze de koning niet heeft bevallen. Op 10 maart 1813, de dag die haar 37e  verjaardag zou zijn geweest, werd koningin Louise postuum met het eerste IJzeren Kruis gedecoreerd. Koning Frederik Wilhelm hechtte groot belang aan de propaganda rond zijn overleden vrouw en bekritiseerde zijn hofpredikant die in zijn preek in de Potsdamse Garnizoenskerk te weinig aandacht aan haar en haar symbolische verbinding met het IJzeren Kruis had besteed.
Ds. Eylert bracht het tot bisschop en maakte enige tijd deel uit van de Pruisische regering; de Staatsraad. De zeer conservatieve onderwijspolitiek van Pruisen wordt aan zijn invloed geweten.
- CiNii: DA05461554
- Gemeinsame Normdatei: 116325976
- International Standard Name Identifier: 0000 0001 0892 226X
- Library of Congress Control Number: n88087194
- Nationale Bibliotheek van Tsjechië: xx0090439
- Nationale Bibliotheek van Israël: 987007276885605171
- Nederlandse Thesaurus van Auteursnamen: 070629242
- Réseau des bibliothèques de Suisse occidentale: 02-A003227440
- Virtual International Authority File: 42586342
- WorldCat: E39PBJth7Xk4gMXqfxKKhpXcfq